# National-anarchisme

L'étoile rouge-et-noir avec croix celtique, utilisée par certains national-anarchistes,.

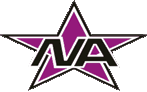
L'étoile violette du national-anarchisme contemporain. La FAQ nationale-anarchiste française l'appelle l'étoile de la souveraineté.

Le national-anarchisme, plus communément appelé anarcho-nationalisme ou nationalisme libertaire  est un mouvement politique cherchant à concilier les positions anarchistes de rejet du capitalisme et de l’État avec le nationalisme, voire dans certains cas, avec le « séparatisme racial ». Il trouve ses racines intellectuelles dans les écrits de Miron Fyodorov. Il s'agit d'une des variantes de l'anarchisme de droite qui a été pleinement développée vers 1990 par le mouvement d'anciens partisans de la troisième position réconciliant l'anarcho-tribalisme avec le nationalisme (nationalisme non compris à sa manière traditionnelle) et dans certains cas avec le séparatisme ethnique volontaire et le fédéralisme.
Utilisé ainsi, le terme fut créé simultanément par Troy Southgate (en Angleterre), Peter Töpfer (en Allemagne), Tim Mudde (aux Pays-Bas) et Hans Cany (en France), et fut utilisé par la National Revolutionary Faction, désormais inactive, pour décrire son idéologie.

## Histoire
Le terme national-anarchiste remonte aux années 1920, lorsque Helmut Franke, écrivain allemand impliqué dans la révolution conservatrice, l'utilisa pour décrire ses vues politiques Au Royaume-Uni, au début des années 1980, le groupe Black Ram promut des idées qu'il décrivait comme national anarchiste et anarcho-nationaliste. Cependant, le sens actuel fut forgé par le national-anarchiste français Hans Cany, qui utilisa le premier le mot au début des années 1990, ainsi que les termes « national-libertaire » et « anarcho-identitaire »,. À peu près à la même époque, Richard Hunt quitta le comité de rédaction de Green Anarchist, du fait d'un désaccord quant aux stratégies politiques, et créa son propre journal, Alternative Green. Du fait de la politique d’Alternative Green concernant la publication d'articles provenant de tout le spectre politique, le personnel restant de Green Anarchist accusa constamment Hunt de défendre le fascisme, alors que l'écrivain et militant de gauche Stewart Home accusa à la fois Alternative Green et Green Anarchist de promouvoir l'écofascisme.
Au milieu des années 1990, Troy Southgate, un ancien membre strasseriste du British National Front et de l'organisation néo-fasciste International Third Position, commença à se ranger aux thèses anarchistes vertes de Hunt, tout en y mêlant le séparatisme racial (que Hunt ne défendait pas) pour créer une nouvelle forme de national-anarchisme. En 1998, Southgate forma la National Revolutionary Faction (NRF), officiant en tant que secrétaire national. Durant un temps, il était également membre du comité de rédaction d’Alternative Green. Southgate désavouera par la suite le concept de cellule révolutionnaire et en 2003, la NRF se dissout, peu après que Southgate et d'autres personnes associées à la NRF devinrent impliqués dans un forum de contre-culture basé au Royaume-Uni, le Cercle de la Rose Noire, dont Southgate est le président,. Southgate est également un membre de New Right, groupe inspiré par le mouvement français de la Nouvelle Droite.

### Principes fondamentaux
Le national-anarchisme se veut l'expression d'un antimodernisme et d'une volonté d'autodétermination individuelle et collective radicaux. Les nationaux-anarchistes considèrent que les hiérarchies inhérentes au capitalisme et au gouvernement sont oppressives. Ils défendent une action collective organisé selon l'identité nationale, et cherchent à promouvoir un ordre social décentralisé au sein duquel des individus ayant les mêmes opinions établiront et maintiendront volontairement des communautés distinctes. Le national-anarchisme a été critiqué par la gauche qui le considère comme étant une idéologie d'extrême droite.
Le national-anarchisme partage avec la plupart des tendances de l'anarchisme le désir de réorganiser les relations humaines, en accentuant le remplacement des structures hiérarchiques du gouvernement et du capitalisme par une prise de décision locale et communale. Troy Southgate déclara :

« Nous croyons en la décentralisation politique, sociale et économique. En d’autres termes, nous souhaitons que les conceptions bureaucratiques comme l’ONU, l’OTAN, l’UE, la Banque mondiale et même les État-nations comme l’Angleterre et l’Allemagne soient éradiqués et remplacés par des communautés de villages autonomes. »

Les nationaux-anarchistes ont tendance à promouvoir des pratiques économiques pouvant être décrites comme du distributisme et du mutuellisme, plaçant l'accent sur une large possession des moyens de production, sous la forme de petites entreprises et de coopératives ouvrières. Le concept révolutionnaire-conservateur de l'anarque est central au sein du national-anarchisme.
Les nationaux-anarchistes rejettent le libéralisme comme cause première du déclin des nations et de l'identité culturelle. Les nationaux-anarchistes rejettent également le fascisme et le communisme du fait de leur étatisme et de leur totalitarisme, ainsi que le national-socialisme, considéré comme la dictature ratée d'un gouvernement totalitaire,. Ce rejet est cependant considéré par une large part du mouvement anarchiste comme étant trompeur et malhonnête,. Green Anarchist publia un article accusant les nationaux-anarchistes d'être des infiltrés fascistes soutenus par l'État ayant pour objectif de discréditer l'anarchisme classique. Antifa, un réseau de militants antifascistes, prône la confrontation physique violente avec les nationaux-anarchistes, qu'il considère comme faisant partie de l'extrême droite.
Certains nationaux-anarchistes se sont rapprochés des idées eurasiennes, d'autres du national-bolchévisme.

### Autonomie et indépendantisme
Les nationaux-anarchistes prônent un modèle de société au sein duquel les communautés pratiquant l'indépendantisme ressemblant à une orientation sexuelle, religieuse ou ethnique sont capables de coexister à côté de communautés aux ethnies multiples ou intégrées sans que la force ne soit requise. Ils suggèrent que des « zones autonomes » existeraient avec leurs propres règles quant à l'installation permanente au sein d'une communauté, sans qu'il n'y ait besoin de strictes divisions ethniques ou de la violence prônées par le nationalisme raciste. Les nationaux-anarchistes estiment que le génocide, le meurtre et le conformisme social sont inutiles, tyranniques et sont un affront au « peuple d'opinion libertaire ».
Certains partisans du national-anarchisme soutiennent un « séparatisme racial » volontaire, mais pas de haine raciale ou de suprémacisme racial (tel que suprémacisme blanc et le suprémacisme noir). Certains nationaux-anarchistes, dont Southgate, croient que le métissage endommage la diversité culturelle, aux motifs que le mélange de cultures détruit l'une voire toutes les cultures impliquées. Ils maintiennent en outre que le « séparatisme racial » empêche la haine raciale de se développer en permettant aux cultures indigènes et à la biodiversité de continuer d'exister. Southgate déclara : « Notre conception du mot « national » ne renvoie pas à un territoire mais à l'identité raciale qui est une facette naturelle de tous les peuples », et que « nous cherchons notre propre espace sur lequel vivre selon nos propres principes ». Le groupe américain de national-anarchistes Folk and Faith déclara : « étant de fermes croyants en la vraie biodiversité, les nationaux-anarchistes sont de fidèles séparatistes raciaux ». Les critiques anarchistes estiment que le concept de séparation raciale est intrinsèquement lié à la haine raciale. Pour leur part, les nationaux-anarchistes se distinguent à la fois des anarchistes classiques et des suprémacistes blancs.
Les nationaux-anarchistes suggèrent que chaque collectif serait libre de mettre en pratique la structure politique et économique de son choix, tant qu'il n'interfère avec les droits des autres communautés à suivre leurs propres choix de vie. Cependant, les nationaux-anarchistes estiment généralement que la conservation et la protection environnementales sont des sujets que tout le monde devrait coordonner. Les zones dépourvues de développement humain significatif ainsi que les pays frontières seraient entretenus de façon collective, et l'existence de zones libres autorisant le commerce et le partage entre les communautés serait déterminée avec l'accord de toutes les parties concernées.
Le réseau Bay Area National Anarchist (BANA) prévoit le développement de zones autonomes nationales (abrégé, en ZAN, ou NAZ en anglais) et les promeut en tant qu'exemple, suggérant que les nationaux-anarchistes peuvent de cette façon parvenir à « l'autonomie au milieu de l'adversité » tout en observant que la théorie national-anarchiste « ne demande pas spécifiquement […] que [ces communautés] adhèrent à une idéologie politique particulière » ou qu'elles s'organisent d'une façon particulière Une ZAN peut contenir une ou plusieurs des caractéristiques suivantes :
- Une représentation homogène d'une langue parlée, d'une culture, d'une religion, et d'une ethnie.
- La délégation organisée des tâches et de l'économie.
- Des rapports prédéfinis régulant le comportement vis-à-vis des individus extérieurs à la ZAN.
- Un système de procédures fonctionnelles standard en matière d'auto-défense.
- Des processus de prise de décisions collectifs et informels.

Une ZAN mûre est considérée comme ayant une ou plus des caractéristiques du concept de la forteresse militaire vietnamienne, en matière de défense nationale.

### Débat
La plupart des anarchistes contemporains rejettent comme illégitime l’utilisation du terme anarchiste par ce mouvement. En effet, historiquement l'anarchisme ne se réduit pas à l'anti-étatisme, il se fonde sur le refus du principe d'autorité sous toutes ses formes sociales, politiques, économiques, et religieuses. Le contrôle de la population (rejet de la liberté de circulation[réf. nécessaire]) que prône le national-anarchisme est donc en contradiction avec la volonté anarchiste de maximiser la liberté de l'individu.
Les figures de proue du national-anarchisme sont également souvent des compagnons des mouvements white-power et néo-nazis qui recherchent directement le séparatisme racial. De plus, tous les porte-paroles connus du national-anarchisme sont des membres ou des anciens membres de groupes néo-nazis ou de partis d'extrême droite, et certains groupuscules nationaux-anarchistes cherchent à libérer des négationnistes.
Certains anarchistes prétendent que le national-anarchisme n’est qu’un outil pour recruter des personnes aux convictions anarchistes ou prônant la suprématie blanche, en dénaturant ce qu’ils entendent par anarchie.

## Idéologie
Le concept révolutionnaire conservateur de l'anarchisme, tel qu'articulé par le philosophe allemand Ernst Jünger, est au centre du national-anarchisme. Les nationaux-anarchistes soulignent que le "nationalisme artificiel" de l'État-nation auquel ils s'opposent doit être distingué du "nationalisme naturel" du peuple ("volk"), qui, selon eux, est légitime. Ils rejettent la domination étrangère (impérialisme) et la domination interne (étatisme). Les nationaux-anarchistes voient dans la modernité, le libéralisme, le matérialisme, la consommation, l'immigration, le multiracialisme, le multiculturalisme et la mondialisation les causes principales du déclin social des nations et de l'identité culturelle. Ils proposent une alliance stratégique et idéologique de nationalistes et séparatistes ethniques et raciaux du monde entier (en particulier dans les pays du Sud), de néo-eurasistes en Russie, d'islamistes dans les pays à majorité musulmane et d'antisionistes pour résister au Nouvel Ordre Mondial - Mondialisation considéré comme un instrument des banques internationales à domination juive et de l'impérialisme américain - pour les NA, cela conduit inévitablement à un effondrement économique mondial et à un effondrement écologique
Le national-anarchisme fait écho à la plupart des courants de pensée anarchistes en exprimant le désir de réorganiser les relations humaines, en insistant sur le remplacement des structures hiérarchiques de l'État et du capitalisme par un processus de décision communautaire. Cependant, les anarchistes nationaux insistent sur la restauration de "l'ordre naturel" et aspirent à un ordre social décentralisé dans lequel chaque nouvelle tribu construit et maintient une Zone autonome permanente pour une commune autosuffisante, politiquement méritocratique, économiquement mutualiste, écologiquement durable. et socialement et culturellement traditionnel.
Affirmant le droit à la différence, les nationaux-anarchistes prônent publiquement un modèle de société dans lequel les communautés qui souhaitent pratiquer le séparatisme racial, ethnique, religieux et / ou sexuel peuvent coexister pacifiquement aux côtés de communautés mixtes ou intégrées sans recourir à la force.
Certains anarchistes nationaux de premier plan ont toutefois déclaré dans le passé qu'ils avaient initialement conçu l'idée de créer des NAZ réservées aux Blancs, qui se sont séparés de l'économie de l'État, des zones interdites aux groupes ethniques et aux autorités de l'État non accueillis, comme une stratégie insurrectionnelle visant à fomenter le désordre civil et les tensions comme prélude essentiel à la guerre civile et à l'effondrement du système capitaliste.
En termes de points de vue culturels et religieux, de nombreux nationaux-anarchistes sont influencés par le traditionalisme radical et le racialisme spirituel de Julius Evola, qui appelle à une "révolte contre le monde moderne". Ainsi, ils ont une vision pessimiste de la culture occidentale moderne, mais croient avec optimisme que le "déclin de l'Occident" ouvrira la voie à la disparition de son matérialisme et à son remplacement par l'idéalisme de la tradition primordiale. Bien que certains national-anarchistes adhèrent à une forme de christianisme identitaire, la plupart rejettent le christianisme parce qu'ils le considèrent comme une religion sémitique qui a usurpé l'héritage "aryen" du mithraïsme en tant que religion et système moral historiquement dominants. Ils embrassent donc un anarchisme spirituel fondé sur différentes formes de néopaganisme, occultisme et mysticisme ethnique, en particulier le paganisme racial nordique, qu'ils considèrent comme des expressions authentiques de la spiritualité, de la culture et de l'identité occidentales, qui peuvent également servir d'antidote aux effets aliénants sociaux des consommateurs.
Bien que la plupart des nationaux-anarchistes adhèrent au néopaganisme, il y a dans le mouvement des militants qui embrassent l'athéisme, l'islam, le christianisme (avec une conception anticléricale), le judaïsme (rejetant et méprisant le sionisme et Israël), l'hindouisme etc.
Les national-anarchistes considèrent le séparatisme racial et la revitalisation culturelle à travers la création de confédérations de communes néo-völkisch autonomes comme la barrière ultime contre le brassage racial mondialisé et l'homogénéisation culturelle.
Le panarchiste américain Keith Preston, compagnon de route du mouvement national-anarchiste qui promeut l'anarcho-pluralisme soutient que le national-anarchisme et les idéaux américains classiques de la démocratie jeffersonienne sont réconciliables, malgré l'antiaméricanisme des nationaux-anarchistes européens et le patriotisme des paléoconservateurs américains, en raison de leurs valeurs communes, à savoir le régionalisme, le localisme, l'agrarisme et le traditionalisme.

## Organisations
- National anarchist movement
- National Revolutionary Faction